# Khamis Mushait
Khamis Mushait (em árabe: خميس مشيط) é uma cidade da Arábia Saudita na região Oriental. Segundo censo de 2010, havia 430 828 habitantes. Se situa a leste de Abha, capital de Assir, a 650 milhas náuticas de Dhahran e 442 milhas náuticas de Riade, a capital nacional.